# Praxillella lophoseta
Praxillella lophoseta är en ringmaskart som först beskrevs av Orlandi 1898.  Praxillella lophoseta ingår i släktet Praxillella och familjen Maldanidae. Inga underarter finns listade i Catalogue of Life.